# Paweł Kułakowski
Paweł Kułakowski (ur. 7 grudnia 1904 w Pawłowiczach pow. sokólski, zm. 4 marca 1959 w Sopocie) – polski geodeta, mierniczy przysięgły.
W roku 1924 Paweł Kułakowski rozpoczął studia Wydziale Inżynierii Wodnej Politechniki Warszawskiej, a w 1928 roku przeniósł się na Wydział Geodezji tejże uczelni. W 1934 roku uzyskał stopień mierniczego I klasy i rozpoczął pracę w Warszawie w biurze prof. Stanisława Kluźniaka. W roku 1939 wykładał w Wyższej Szkole Budowlanej oraz Instytucie Naukowo-Rzemieślniczym w Warszawie. W czasie II wojny światowej prowadził ćwiczenia z geodezji w ramach tajnego nauczania, brał udział w obronie Warszawy oraz niósł pomoc Żydom w getcie warszawskim.
Po wojnie Paweł Kułakowski przybył do Gdańska i został profesorem Politechniki Gdańskiej. Od 1 października 1945 roku był najpierw pracownikiem, następnie kierownikiem Katedry Miernictwa i Kartografii Politechniki Gdańskiej (1946–1949), od 1949 do 1959 roku kierownikiem Katedry Miernictwa i Geodezji PG i jednocześnie w latach 1948–1951 dziekanem Wydziału Inżynierii Rolnej na Politechnice Gdańskiej.
W 1949 roku Paweł Kułakowski został profesorem nadzwyczajnym z zakresu specjalności „miernictwo i geodezja” Politechniki Gdańskiej. Był profesorem kontraktowym i kierownikiem Katedry Geodezji w Szkole Inżynierskiej w Szczecinie (1946–1953), wykładowcą astronomii w Wyższej Szkole Pedagogicznej w Gdańsku (1949–1952), wykładowcą z zakresu pomiarów inżynieryjno-przemysłowych na Politechnice Warszawskiej (1949–1953). W latach 1955–1957 na Politechnice Gdańskiej prowadził dwuletni kurs z geodezji urządzeniowej oraz wykłady z geodezji i astronomii. Należał do pierwszego zespołu profesorskiego powojennej Politechniki Gdańskiej.
Był pierwszym przewodniczącym oddziału gdańskiego Związku Mierniczych Rzeczypospolitej Polskiej (1946–1948). Był również członkiem Komitetu Geodezji Polskiej Akademii Nauk oraz pełnił funkcję recenzenta w Centralnej Komisji Kwalifikacyjnej dla Pracowników Nauki.